# 拉興 (阿肯色州)
拉興（英語：Rushing）是位於美國阿肯色州斯通縣的一個非建制地區。該地的面積和人口皆未知。

## 地理
拉興的座標為35°44′07″N 92°15′53″W / 35.73528°N 92.26472°W，而該地的平均海拔高度為430米（即1411英尺）。